# عدد رامانجن الأولي
في الرياضيات، عدد رامانجن الأولي (بالإنكليزية: Ramanujan prime) هو عدد أولي يحقق نتيجة برهن عليها سرينفاسا رامانجن تتعلق بالدالة المعدة للأعداد الأولية.

## الأصول والتعريف
في عام 1919، نشر رامانجن برهانا جديدا على مسلمة بيرتراند التي، كما قال هو ذلك، كان قد برهن عليها فيما قبل عالم الرياضيات بافنوتي تشيبيشيف.
{\displaystyle \pi (x)-\pi (x/2)} ≥ 1, 2, 3, 4, 5, ...
حيث {\displaystyle \pi (x)} هي الدالة المعدة للأعداد الأولية.
عدد رامانوجن ذو الرتبة {\displaystyle n} (والذي يرمز إليه ب {\displaystyle R_{n}}) هو أصغر عدد أولي يحقق ما يلي {\displaystyle \pi (x)-\pi (x/2)\geq n}  كلما توفر  {\displaystyle x\geq R_{n}}.

## مثال
عدد الأعداد الأولية المحصورة بين ثلاثة عشر ونصفه (6.5) هو ثلاثة. هذا لا يجعل من عدد رامانوجن ذي الرتبة ثلاثة يساوي ثلاثة عشر. عدد الأعداد الأولية المحصورة بين سبعة عشر ونصفه (8.5) هو أيضا ثلاثة. نظرا إلى كون عدد الأعداد الأولية المحصورة بين ستة عشر ونصفه (8) هو اثنان (هما 11 و 13)، فإن عدد رامانوجن الأولي ذي الرتبة ثلاثة هو فعلا سبعة عشر : {\displaystyle R_{3}=17}.

## لائحة أعداد رامانوجن الأولية
2, 11, 17, 29, 41, 47, 59, 67, 71, 97, 101, 107, 127, 149, 151, 167, 179, 181, 227, 229, 233, 239, 241, 263, 269, 281, 307, 311, 347, 349, 367, 373, 401, 409, 419, 431, 433, 439, 461, 487, 491, ...A104272